# Liao
Liao (kineski: Liáohé)  je velika rijeka na sjeveroistoku Kine u Mandžuriji duga 1 430 km.
Liao je drugi vodotok po veličini u tom dijelu Kine nakon Sungarija.

## Zemljopisne karakteristike
Rijeka Liao izvire na obroncima masiva Veliki Čingan u provinciji Rehe (Unutrašnja Mongolija). Najveći dio svog toka teče kroz mandžurijsku ravnicu do svog ušća u Žuto more kod Zaljeva Liaodong. 
Liao najveći vodostaj ima nakon monsunskih kiša u srpnju i kolovozu, a zimi mali jer se i zamrzava od prosinca do svibnja.
Liao ima sliv velik oko 231 000 km², koji se prostire preko ravnica Mandžurije. Uticaj plime na vodotok rijeke je vrlo velik, morska voda se penje 40 km od ušća.
Liao je uvijek plavio, ali je zapamćena katastrofalna poplava 1935. kad je poplavio 17 000 km².
U cilju regulacije vodotoka podignute su brane s akumulacijskim jezerima Dafokan i Erlunšan.
Liao je plovan do grada Šjanljao u provinciji Jilin.

## Povezane stranice
- Popis najdužih rijeka na svijetu

## Vanjske poveznice
- Ляохэ na portalu Большая советская энциклопедия[neaktivna poveznica] (rus.)